# Leidse Kaas

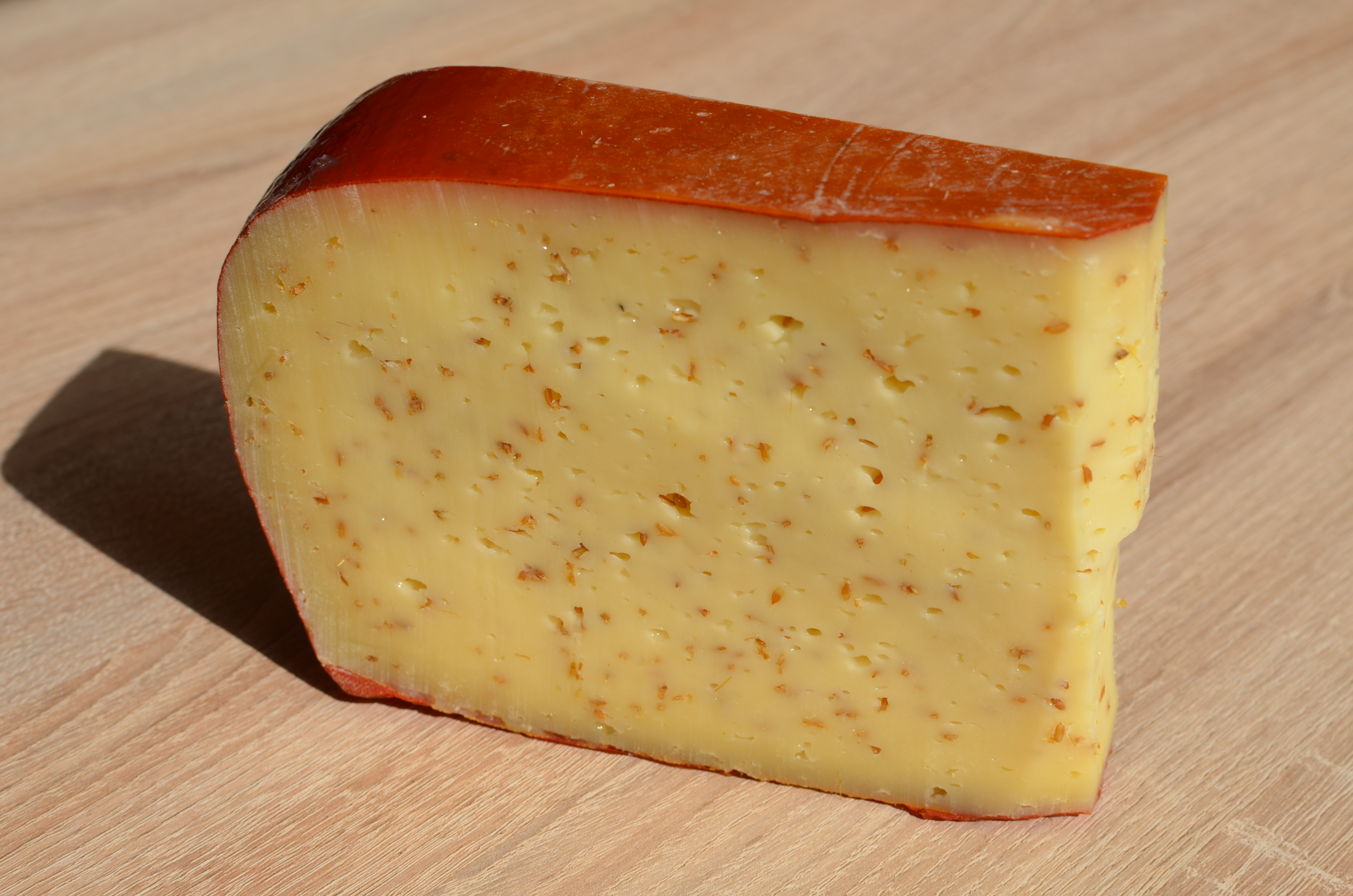

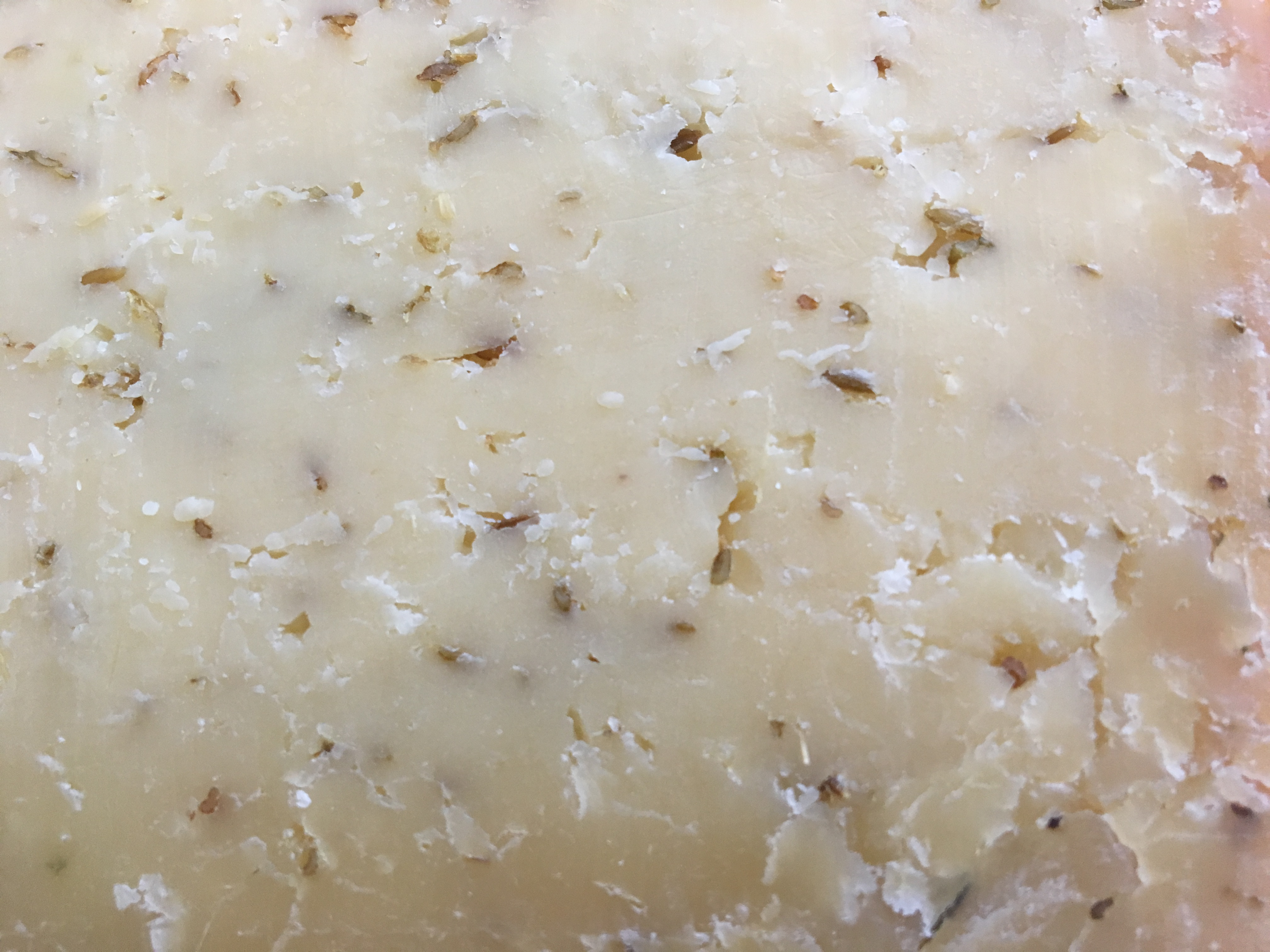
Detail van de kaas

Im täglichen Sprachgebrauch wird der Begriff Leidse Kaas (Leidener Käse) auch für Goudaer Käse mit Kümmel verwendet. Goudaer Käse hat jedoch einen Fettgehalt in der Trockenmasse von mindestens 48 %. 
Leidse Kaas hat immer einen geringeren Fettgehalt zwischen 20 und 40 %. Er ist  in den Niederlanden als Käsemarke national geschützt. Er ist zu erkennen an einer geraden und einer runden Schulter, während Goudaer zwei runde Schultern hat.
Weil Leidse Kaas weniger Fett enthält, ist seine Struktur fester. Junger Leidser Kaas hat eine charakteristische rote Rinde.
Leidse Boerenkaas (Leidser Bauernkäse) ist wie alle Bauernkäse seit 2007 eine geschützte geografische Angabe, hergestellt aus roher Kuhmilch. Der Boeren-Leidse met sleutels ist ein Leidse Kaas mit geschützter Ursprungsbezeichnung, die ihm 1997 zuerkannt wurde. In Käsefabriken wird auch eine pasteurisierte Variante hergestellt.